# Un anno da leoni
Un anno da leoni (The Big Year) è un film del 2011 diretto da David Frankel e con protagonisti Steve Martin, Jack Black e Owen Wilson. Il film si basa sull'omonimo romanzo scritto da Mark Obmascik.

## Trama
Tre uomini amanti dell'osservazione degli uccelli partecipano al North American Big Year, una competizione della durata di un anno durante la quale devono avvistare il maggior numero di uccelli del nord America. Durante la gara la loro vita subirà alcuni cambiamenti.

## Produzione
Le riprese del film si sono svolte dal 3 maggio al 30 luglio 2010 a Vancouver in Canada.

## Promozione
A partire dal 25 luglio 2012, in occasione dell'uscita nei cinema italiani del film, la casa editrice Newton Compton Editori ha pubblicato l'omonimo romanzo da cui è tratta la pellicola.

## Distribuzione
Il trailer ufficiale del film è stato messo online il 6 settembre 2011, ed il trailer in lingua italiana è stato messo online il 2 marzo 2012.
Il film è stato distribuito nelle sale statunitensi e canadesi a partire dal 14 ottobre 2011, mentre in Italia l'uscita inizialmente prevista a partire dal 29 giugno 2012, è stata posticipata al 27 luglio.